# Єсаулівська волость
Єсаулівська волость — історична адміністративно-територіальна одиниця Міуського, потім Таганрізького округу Області Війська Донського з центром у слободі Єсаулівка.
Станом на 1873 рік складалася зі слободи та 5 селищ. Населення — 4005 осіб (2040 чоловічої статі та 1965 — жіночої), 603 дворових господарств і 31 окремий будинок.
Поселення волості:
- Єсаулівка — слобода над річкою Мало-Крепінська за 150 верст від окружної станиці, 758 осіб, 101 дворове господарство та 9 окремих будинків, у господарствах налічувалось 34 плуги, 88 коней, 137 пар волів, 525 овець;
- Новонадеждівка — селище над річкою Мало-Крепінська за 150 верст від окружної станиці, 529 осіб, 71 дворове господарство й 3 окремих будинки;
- Мало-Крепінський — селище над річкою Мало-Крепінська за 158 верст від окружної станиці, 782 особи, 125 дворове господарство й 4 окремих будинки;
- Олексієво-Нагольчинський — селище над річкою Нагольчик за 150 верст від окружної станиці, 1276 осіб, 210 дворових господарств й 11 окремих будинків;
- Верхньо-Нагольчинський — селище над річкою Нагольчик за 158 верст від окружної станиці, 563 особи, 87 дворових господарств й 3 окремих будинків;
- Васильєв — селище над річкою Нагольчик за 157 верст від окружної станиці, 106 осіб, 20 дворових господарств й окремого будинку;